# سانتياغو موراليس
سانتياغو موراليس (بالإسبانية: Santiago Morales)‏ هو مصارع رياضي إسباني، ولد في 20 نوفمبر 1951.

## روابط خارجية
- سانتياغو موراليس على موقع قاعدة بيانات المصارعة الدولية (الإنجليزية)
- سانتياغو موراليس على موقع أوليمبيديا (الإنجليزية)